# Live for Speed
Live for Speed(ライヴフォースピード)とは、LFSTeamが販売するパーソナルコンピュータ用のオンラインドライビングシミュレータである。名称が似ているがNeed For Speedとは無関係である。

## 概要
駆動方式、エンジン、クラスによる挙動や性能の違いがリアルに再現されており、ステアリングコントローラ、ペダルコントローラ、ギアレバー等の機材を揃えれば本物さながらの走行が可能。
グランツーリスモシリーズやForza Motorsportシリーズ等のメジャーなシミュレータと比べると知名度は劣るが、そのハイクオリティなシミュレーション性能故にファンは多い。
リプレイ時等に好きな視点で観戦したり、コース上にコーンやオブジェクトを置く事も出来、オートクロスコースではジムカーナも出来る。更に、JPEG形式のイメージファイルでスキンも作れる。
日本国内では「ライブ・フォー・スピード」と呼ばれているが、正しい読みは「リヴ・フォー・スピード」で「スピードに命を懸ける」という意味である。

## DEMOバージョンで使用可能な車種とコース
※以下にDEMO、S1、S2に収録される内容を記載する。内容は2011年8月時点で最新の0.6B版に基づく。
デモ版では1つのサーキット内にある2ルート(順走のみ)とそこの駐車場がコースで、車はかなり低出力なもののみエントリされている。

### 車種
XF GTI(エックスエフジーティーアイ)
FF
942kg
直列4気筒NA 1300cc
最高出力：115bhp/7031rpm
最大トルク：130Nm/5438rpm
フィアット・プントに似ている低出力ハッチバック型乗用車。また、その顔つきはセアト・トレドやイビーサにも似ている。
エンジンは比較的高回転で、最新版では8000rpmに抑えられたが、S2初期までは10250rpmまで回る超高回転エンジンを搭載していた。
エンジンの性能がスズキ・カルタスGTiと酷似しており、S2後期からは瓜二つとも言える。(但しXF GTIの方が僅かに低速域寄りの特性を見せる。)
XR GT(エックスアールジーティー)
FR
1150kg
直列4気筒NA 1800cc
最高出力：140bhp/5988rpm
最大トルク：187Nm/4512rpm
日産・180SXやマツダ・RX-7に似ている初心者向け後輪駆動スポーツカー。
なお、外見は三菱・スタリオン、内装は三菱・GTOをモデルにしている。
Fomula BMW(フォーミュラBMW)
FR
465kg
直列4気筒NA 1200cc
最高出力：140bhp/8948rpm
最大トルク：125Nm/6756rpm
BMW製フォーミュラカー

### コース
Blackwood(ブラックウッド)
グランプリ用とラリークロス用のコースを持つサーキット。初心者向け。DEMOバージョンでは順走のみ選択可。

## S1ライセンスで使用可能な車種とコース

### 車種
XR GT Turbo(エックスアールジーティーターボ)
FR
1223kg
直列4気筒ターボ 2000cc
最高出力：247bhp/6035rpm
最大トルク：345Nm/3896rpm
XR GTにボアアップ・ボルトオンターボを施した車。以前まではFomura BMWの代わりにDEMO車としてエントリーされていた。
ターボを搭載した軽量FR車のためドリフトをしやすく、ドリフターに人気がある。
この車はフロント部のスキンを改造すると様々な車に似るため、日産・シルビアやスバル・インプレッサ等のフロントデザインを模したスキンが日本を発信源に多く出回っている。
RB4 GT(アールビーフォージーティー)
4WD
1210kg
直列4気筒ターボ 2000cc
最高出力：243bhp/6035rpm
最大トルク：340Nm/3896rpm
ラリーコース向け四輪駆動車。JZA80型トヨタ・スープラ似のフロントフェイスを持つ。
四輪駆動車故の重量増により、FXO TurboやXR GT Turboと比べるとオンロードコースでは引けをとる。
FXO Turbo(エフエックスオーターボ)
FF
1136kg
水平対向4気筒ターボ 1900cc
最高出力：234bhp/6357rpm
最大トルク：305Nm/4336rpm
高性能な前輪駆動車。ホンダ・シビッククーペ、ホンダ・アコード、ホンダ・トルネオ、オペル・ベクトラ等に似ている。
日本公式サイトではV型4気筒表記であるが、正しくは上記のとおりである。
特に日本国内でホンダ・インテグラ意識の改造スキンが出回っている。
LX4(エルエックスフォー)
FR
499kg
直列4気筒NA 1300cc
最高出力：140bhp/8227rpm
最大トルク：131Nm/6891rpm
ロータス・スーパーセブンにそっくりのオープンカー。
LX6(エルエックスシックス)
FR
539kg
直列6気筒NA 1800cc
最高出力：190bhp/8402rpm
最大トルク：173Nm/7066rpm
LX4のエンジンを6気筒にした車。オンロード向け。
MRT5(エムアールティーファイブ)
FR
221kg
直列4気筒ターボ 600cc
最高出力：64bhp/7871rpm
最大トルク：69Nm/5078rpm
小型のカートに軽自動車クラスのエンジンを搭載したレーシングカー。小排気量のため高回転型である。

### コース
South City(サウスシティ)
街中を走るストリートサーキット。求められるコンピュータの性能が最も高いコース。
Fern Bay(ファーンベイ)
S1最長コースを含むGP・ラリーサーキット。RallyX Greenの第1コーナーでインの縁石に乗り上げると横転しやすいため注意が必要。
Test Area(テストエリア)
ドラッグコース・オートクロス・スキッドパッドがあるテストコース。オートクロスではジムカーナを楽しめる。

## S2ライセンスで使用可能な車種とコース

### 車種
UF 1000(ユーエフ1000)
FF
600kg
直列4気筒NA 1000cc
最高出力：55bhp/5605rpm
最大トルク：88Nm/3008rpm
最も低出力な乗用車。ミニにそっくりである。
UF GTR(ユーエフジーティーアール)
FF
600kg
直列4気筒NA 1400cc
最高出力：180bhp/8227rpm
最大トルク：178Nm/5871rpm
UF 1000のレーシングチューン仕様。
XF GTR(エックスエフジーティーアール)
FF
840kg
直列4気筒NA 2000cc
最高出力：230bhp/7219rpm
最大トルク：260Nm/5125rpm
XF GTIのレーシングチューン仕様。アンダーステア傾向が強い。
XR GTR(エックスアールジーティーアール)
FR
1100kg
直列4気筒ターボ 2000cc
最高出力：490bhp/6270rpm
最大トルク：627Nm/4775rpm
XR GT/GTターボのレーシングチューン仕様。
FZ50(エフゼット50)
RR
1380kg
水平対向6気筒 3600cc
最高出力：360bhp/7563rpm
最大トルク：392Nm/5000rpm
高出力なエキゾチックGTカー。TC付き。
FZ50GTR(エフゼット50ジーティーアール)
RR
1100kg
水平対向6気筒 3600cc
最高出力：490bhp/8102rpm
最大トルク：503Nm/5246rpm
FZ50のレーシングチューン仕様。TCは外されている。RRのため立ち上がりなどで暴れやすい。
FXO GTR(エフエックスオージーティーアール)
4WD
1130kg
水平対向4気筒ターボ 2000cc
最高出力：490bhp/6270rpm
最大トルク：627Nm/4775rpm
FXO Turboのレーシングチューン仕様。GTR系の中で最も安定性と出力を両立している。
Raceabout(レースアバウト)
MR
800kg
直列4気筒ターボ 2000cc
最高出力：245bhp/5906rpm
最大トルク：360Nm/3500rpm
2002年のヴァルメト・レースアバウトという実車に基づくライトウェイトコンバーチブルミッドシップカー。MRのため操作を僅かでも誤るとスピンする。
Fomula XR(フォーミュラエックスアール)
MR
490kg
直列4気筒 2000cc
最高出力：190bhp/7031rpm
最大トルク：221Nm/4980rpm
フォーミュラルノー2000がモデルのフォーミュラカー。
Fomula V8(フォーミュラブイエイト)
MR
600kg
V型8気筒 3000cc
最高出力：450bhp/9092rpm
最大トルク：385Nm/7422rpm
フォーミュラ3000準拠のフォーミュラカー。
BMW Sauber(BMWザウバー)
MR
530kg
V型8気筒 2400cc
最高出力：720bhp/19063rpm
最大トルク：284Nm/16797rpm
ザウバーF1.06がモデルのフォーミュラ1準拠のフォーミュラカー。

### コース
Kyoto Ring(キョウトリング)
「Kyoto」と日本の都市名が冠されたコース。オーバルコースを初めとしてハイスピードなスピードレンジのレイアウトになっている。コース上に「自動車に乗ること」「競争運転者」「ターボ工学」等の「ベタ」な日本語の組み合わせから出来た広告看板があるのが特徴。またこのサーキットの名前が書かれている看板には「懸濁液競技場」と書かれている。(Suspensionを懸濁液と誤訳した？)
Aston(アストン)
田舎のコース。S2最長の8.8kmのルートを持つ。
Westhill(ウェストヒル)
アップダウンの多い中高速コーナーが特徴的なコース。アップデートによりコース内外共に近代的になった。

## 今後追加予定の車種
フォルクスワーゲン・シロッコTSI
追加されればLFS初の実在する乗用車の収録となる。ドイツの2008ゲームコンベンションのVWブースに展示されていたLFSでのみ乗れ、そこで行われたTA大会の優勝者には賞品として最新型のフォルクスワーゲン・シロッコが贈られた。現在リリースされているCMXビューアには収録されており、スキンを作ったりレンダリングをすることは出来る。

## スキンの作り方
LFSでは車・ヘルメットにオリジナルのスキンを貼り付ける事が出来る。
- CMX Viewerをダウンロードする。
- data\skinsに入っているスキンを作りたい車・ヘルメットのファイルを画像処理ソフトで編集する。
- ファイル名を変更し保存。(車種別略称コード_半角英数字+記号のファイル名、長すぎると認識されない可能性有り.jpg、例:XF GTIの場合、XFG_RACERCAR.jpg)
- CMXビューアを使い、満足いく編集が出来たらLFS本体のあるフォルダ\data\skinsにそのファイルを入れる。

同梱されているCMXファイルとレンダリングソフトを使うと3Dレンダリングも行える。

## 特徴
- Oggフォーマットの音楽を流しながら走行出来る。
- S2 Zパッチから日本語、中国語、韓国語に対応した。但し各ファイル名にそのまま日本語は使えず、「^(日本語の場合はJ)」を先頭につける必要がある。(Windows上からの場合。LFS内からの場合は自動で付加される。)
- S2後期よりアクセルオンでのギアチェンジ時(点火カット機能付シーケンシャルシフターやパドルシフト除く)、長時間の半クラッチ、回転数の合っていないギアでの走行時にクラッチが過熱し、タイヤもよりバーストしやすくなる等、リアルさに磨きが掛かり難易度が少し上昇している。またオートスロットルカット、オートブリッピングも削除されている模様。
- スキンの解像度は1024×1024が標準であるが、2048×2048、4096×4096等の標準サイズの倍数で拡大しても使える。
- RB4のみどれだけクラッシュしてもマフラーが壊れない。一部のオブジェクトや当たり判定等の不具合を多く修正した0.6Bでもこの点については未だ修正されていない。
- 公式フォーラムで配布されているS2Zの試作改良版ではABSが追加されている。またHUDメーターのギアポジション表示が少し上に移動していたり、LX4のリアナンバーがタイヤにめり込んでいるバグ(Z25から修正)が発生している、日本語を選択しても一部英語が残る等、他にも通常版とは違う箇所がある。また最新版ではライトの常時点灯が3キーで可能になり、その際は今まで点灯しなかった尾灯も点灯する。
- 開発側は基本的にMODを認可しない方針であるが、現在幾つかのMODが個人制作・配布されている。

### MODの例
- Tweak - いわゆるチートツールである。メモリアドレス内のパラメータ書き換えによりエンジン、車輪等の改造が可能。上限、下限はなく、ボルトオンターボやブーストアップ、気筒数・配置の変更(直列5気筒のように収録車に無いエンジンを作ったり、直列7気筒といった現実にも存在しないエンジンも作れる)といった軽微なものから数億馬力のエンジンや超巨大タイヤ、自転車並みの細いタイヤにする等、攻略というよりはお遊び要素が強いことも可能。但し、改造が過ぎるとまともに走らなくなってしまう。
- 実車化・車体改造 - トヨタ・AE86や日産・シルビア等の実車にしたり、車体改造、リムジン化等を行い、外観が変化する。中にはTweakと合わせてバスを作った例まである。
- 自作HUD - アウトゲージ機能を使用する事により自分でメーターを作る事が出来る。現在は更に発展してAndroid端末をメータークラスターとして使えるアプリも存在する。
- カーサウンドリミキサー - LFSは音声データによるエンジン音再現を行わず、特殊なシステムを用いてエンジン音を発生させている。これを使うとWAVファイルを使って好みの音に変更出来る。MOD制作者曰く「旧バージョンの音が悪い」と感じて制作したが、現在はLFS側が大幅に改良され、ドライブトレイン、シフト音等まで再現されている上、旧バージョンの高回転エンジンに合わせて制作されている為、S2Yバージョン以降にそのまま使うと多少の不具合が発生する模様。